# União das Freguesias de Eucísia, Gouveia e Valverde
Die União das Freguesias de Eucísia, Gouveia e Valverde ist eine portugiesische Gemeinde (Freguesia) im Kreis (Concelho) Alfândega da Fé, Distrikt Bragança, im Nordosten Portugals.

## Geschichte
Die Gemeinde entstand im Zuge der Gebietsreform vom 29. September 2013 durch die Zusammenlegung der ehemaligen Gemeinden Eucísia, Gouveia und Valverde.
Eucísia wurde Sitz der neuen Verwaltung.

## Demographie
| Freguesia | Freguesia                   | Freguesia | Freguesia       | ehemalige Freguesias | ehemalige Freguesias | ehemalige Freguesias | ehemalige Freguesias |
| --------- | --------------------------- | --------- | --------------- | -------------------- | -------------------- | -------------------- | -------------------- |
| Wappen    | Freguesia                   | Einwohner | Fläche in (km²) | Wappen               | Freguesia            | Einwohner            | Fläche in (km²)      |
|           | Eucísia, Gouveia e Valverde | 266       | 50,82           |                      | Eucísia              | 128                  | 21,45                |
|           | Eucísia, Gouveia e Valverde | 266       | 50,82           | Gouveia              | 122                  | 16,71                |                      |
|           | Eucísia, Gouveia e Valverde | 266       | 50,82           | Valverde             | 108                  | 12,66                |                      |